# 成田知巳
成田 知巳（なりた ともみ、1912年〈大正元年〉9月15日 - 1979年〈昭和54年〉3月9日）は、日本の政治家。衆議院議員、日本社会党政策審議会長・書記長・委員長を歴任した。

## 来歴・人物

### 政治家として

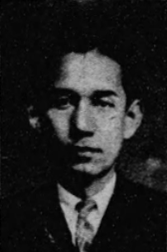
1948年頃

香川県高松市出身。肥料商で高松市議会議員をつとめた成田鷹次の子として生まれる。旧制高松中学（現・香川県立高松高等学校）を経て、第四高等学校（現・金沢大学）、東京帝国大学（現・東京大学）法学部へと進む。高松中では野球部のマネージャーも務めており、1学年上に梶原英夫、三原脩がいた。大学卒業後、三井鉱山に入社する。1941年、三井化学に転属となり、1943年には文書課長に昇進した。第四高等学校時代には後に社会党の参議院議員となる亀田得治と同じクラスだった。
1946年の総選挙に無所属で出馬し落選。翌1947年の総選挙では、社会党から立候補し当選。以後、連続12回当選。社会党内では鈴木茂三郎派に属した。1955年に社会党が統一されると、総務局長に就任し、1960年、浅沼稲次郎委員長の下で政策審議会長に任命された。

### 構造改革派として
江田三郎書記長が構造改革論を唱えると、成田はこれに賛同し、江田とともに一躍、マスコミの脚光を浴びることとなった。1962年、江田が書記長を辞任すると、江田の名代として書記長に就任した。
しかし、次第に右派と接近していく江田とは対照的に、成田は左派的な発想を持ちつづけ、「闘う構造改革」などを唱え、次第に主張は社会主義協会との相対的距離が縮まった。1964年1月1日付の『社会新報』に、社会党の弱点として「日常活動の不足・議員党的体質・労組依存」の3つを指摘し、「成田三原則」と名づけられたが、それらの具体的な処方箋を示すことは出来なかった。

### 社会党委員長として

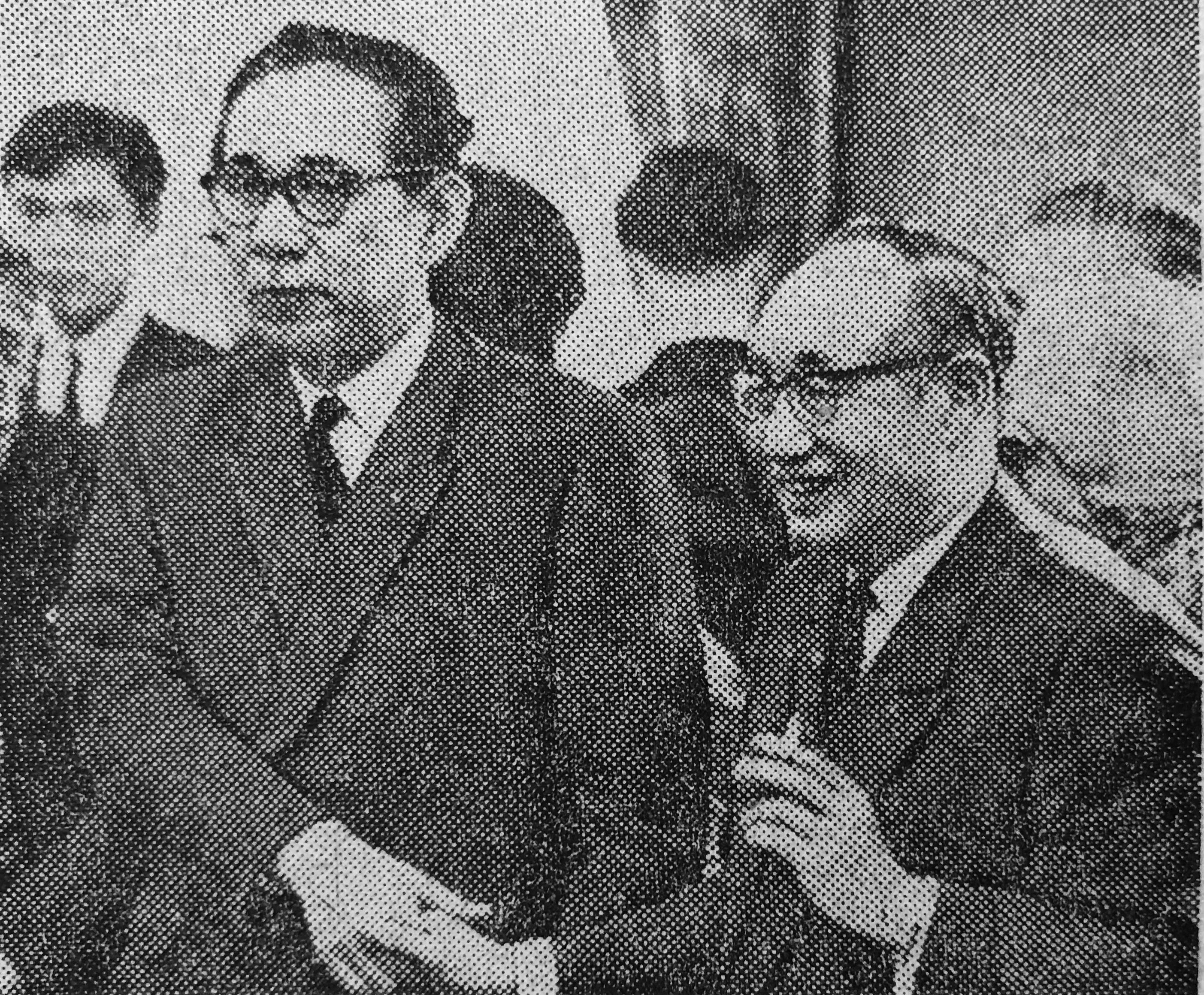
1967年2月25日、美濃部亮吉は社会党からの東京都知事選挙への出馬要請を正式に受諾した。握手する成田と美濃部。

1967年4月の東京都知事選挙においては経済学者の美濃部亮吉の擁立に尽力。社共両党の推薦を得て立候補した美濃部は松下正寿らを破り、初当選した。同年8月19日、臨時総会で健康保険法改正案の決議を巡って対立した責任を取って、佐々木更三委員長はじめ、執行部が退陣。成田も書記長を辞任した。
1968年8月、勝間田清一委員長が第8回参議院議員通常選挙で社会党が敗北した責任を取って辞任すると、委員長に就任し、書記長に江田三郎を指名した。政治家としてのキャリアでは上である江田が成田の下に配置されたこの人事は「逆子人事」と呼ばれた。
1969年の第32回衆議院議員総選挙で100議席割れの大敗を喫し、辞意を表明するが、佐々木派や社会主義協会にも支持基盤のある成田は辞任を認められず、その後も佐々木派や社会主義協会の支持で委員長を続投していくこととなった。江田が委員長選挙に挑戦するため書記長を辞任すると、石橋政嗣を書記長に任命し、以後、成田-石橋のコンビで党を運営していった。
しかし、党内では親中派の佐々木派と親ソ派の社会主義協会が対立をはじめ、1974年には江田と佐々木が和解して、反協会派を結成すると、反協会派と社会主義協会の間でも対立が始まった。成田はこうした党内の対立をおさえるためのリーダーシップをほとんど発揮することが出来なかった。
成田委員長の時代は、革新自治体が各地で数多く誕生していた時期で、「地方から中央を包囲する」などと意気盛んな声が社会党内から出されていたが、実際には社会党の地方組織は1970年代後半から革新自治体のパートナーであった公明党や日本共産党に侵食され、社会党組織の疲弊が進んでいた。
1977年9月13日、参院選敗北の責任をとり、委員長辞任を表明。同年12月13日、第41回定期大会の続開大会が開催され、委員長を辞任した。
1979年3月9日、白血病のため、東京都目黒区の国立東京第二病院で死去した。66歳没。追悼演説は同年4月10日の衆議院本会議で、時の内閣総理大臣で同じく香川県選出（旧香川2区）であった大平正芳により行われた。

## 逸話

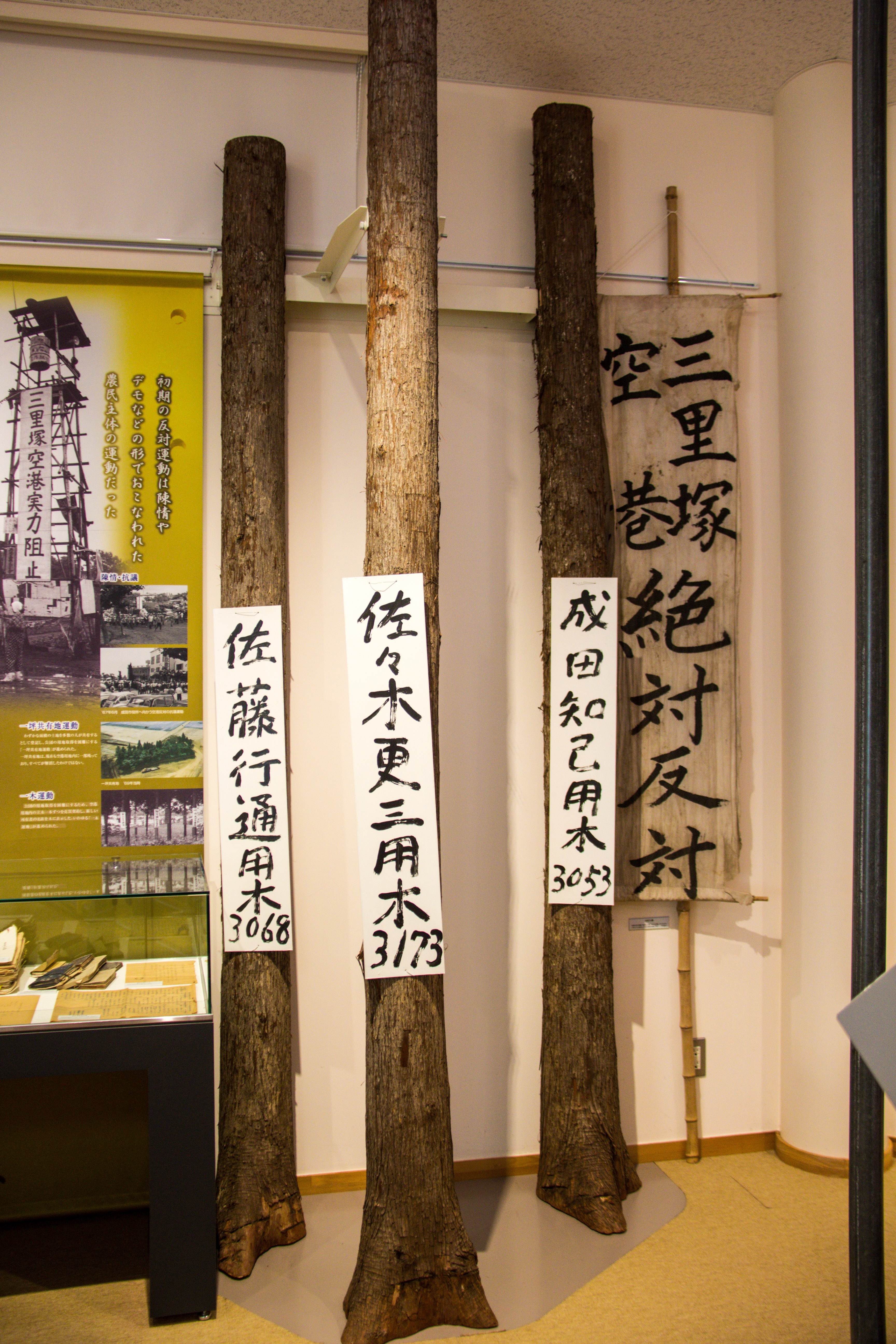
新東京国際空港の反対運動（三里塚闘争）時に用いられた立ち木トラストの明認札（成田空港 空と大地の歴史館）
明認札には佐藤行通、佐々木更三、成田知巳の名がある

委員長在任中に社会党が三里塚闘争を支援していたことから、空港建設反対派の一坪運動や立木トラストに名義貸しをしていた。
成田空港問題の資料を展示している成田空港 空と大地の歴史館では、成田の名前が記された立木トラストの明認札が展示されている。